# Conde de Middlesex

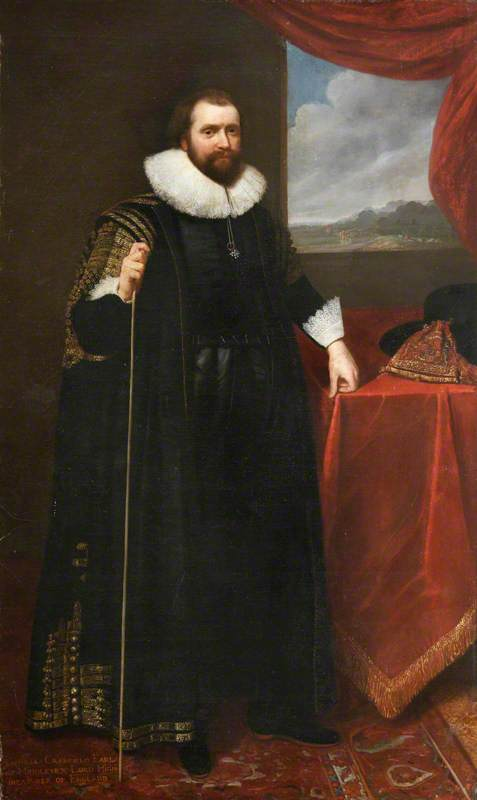
Lionel Cranfield, 1.º Conde de Middlesex.

Conde de Middlesex foi um título que foi criado duas vezes no Pariato da Inglaterra. A primeira criação ocorreu em 1622 para Lionel Cranfield, 1.º Barão Cranfield, o Lorde Alto Tesoureiro. Ele já havia sido criado Barão Cranfield, de Cranfield, no Condado de Bedford, no ano anterior, também no Pariato da Inglaterra. Ele foi sucedido por seu filho mais velho, o segundo conde. Após sua morte prematura em 1651, os títulos passaram para seu irmão mais novo, o terceiro conde. Os títulos foram extintos quando este último morreu sem filhos em 1674.
Lady Frances Cranfield, filha do primeiro conde e irmã do segundo e terceiro condes, casou-se com Richard Sackville, 5.º conde de Dorset. A baronia e o condado foram revividos em 1675 em favor de seu filho Charles, que dois anos depois também sucedeu seu pai no condado de Dorset.

## Condes de Middlesex; Primeira criação (1622)
- Lionel Cranfield, 1.º conde de Middlesex (1574–1645)
- James Cranfield, 2.º conde de Middlesex (1621–1651)
- Lionel Cranfield, 3.º conde de Middlesex (1625–1674)

## Condes de Middlesex; Segunda criação (1675)
- Charles Sackville, 1.º Conde de Middlesex (1638–1706) (sucedeu como 6º Conde de Dorset em 1677)
- Lionel Cranfield Sackville, 2.º Conde de Middlesex (1688–1765) (criado Duque de Dorset em 1720)